# Anciënniteit
Anciënniteit is de duur van iemands verbondenheid aan een bepaalde organisatie. Iemand die langer lid is heeft meer anciënniteit. Vaak wordt aan de mate van anciënniteit (mede) de positie en eventuele rechten en plichten binnen deze organisatie bepaald.
Het begrip wordt in het dagelijks taalgebruik in de eerste betekenis gebruikt om het aantal dienstjaren aan te geven dat iemand bij dezelfde werkgever werkt. Het komt van het Franse woord ancien, dat oud betekent. Dikwijls is aan een hogere anciënniteit een hoger loon verbonden, volgens vastgelegde schalen. Andere voordelen zijn ook mogelijk, zoals een groter aantal vakantiedagen. Ook wordt het aantal dienstjaren meegewogen bij eventuele promotie.
Het begrip is van groot belang in een militaire omgeving. In de omgang is bij een gelijke rang degene die het eerst in die rang is benoemd de militaire meerdere en kan daarmee gelijken in rang toch commanderen. In andere omgevingen is de langstzittende functionaris het aanspreekpunt en woordvoerder van de groep, zoals een deken van het corps diplomatique of de doyen van de Kring van commissarissen van de Koning.
De term anciënniteit komt ook voor binnen Nederlandse (traditionelere) studentenverenigingen. Het duidt op de rechten waarover ouderejaarsleden van een vereniging beschikken ten opzichte van de jongerejaars. Het aantal jaar dat men lid is, bepaalt de plaats binnen de rangorde. Hoe hoger een lid in anciënniteit is, des te meer privileges hij of zij heeft. Binnen de corpora bepalen de mores de rechten die een lid heeft. Zo hebben nulde- en eerstejaars minder rechten – en daarentegen juist meer plichten – dan ouderejaars.